# دانشگاه فدرال باهیا

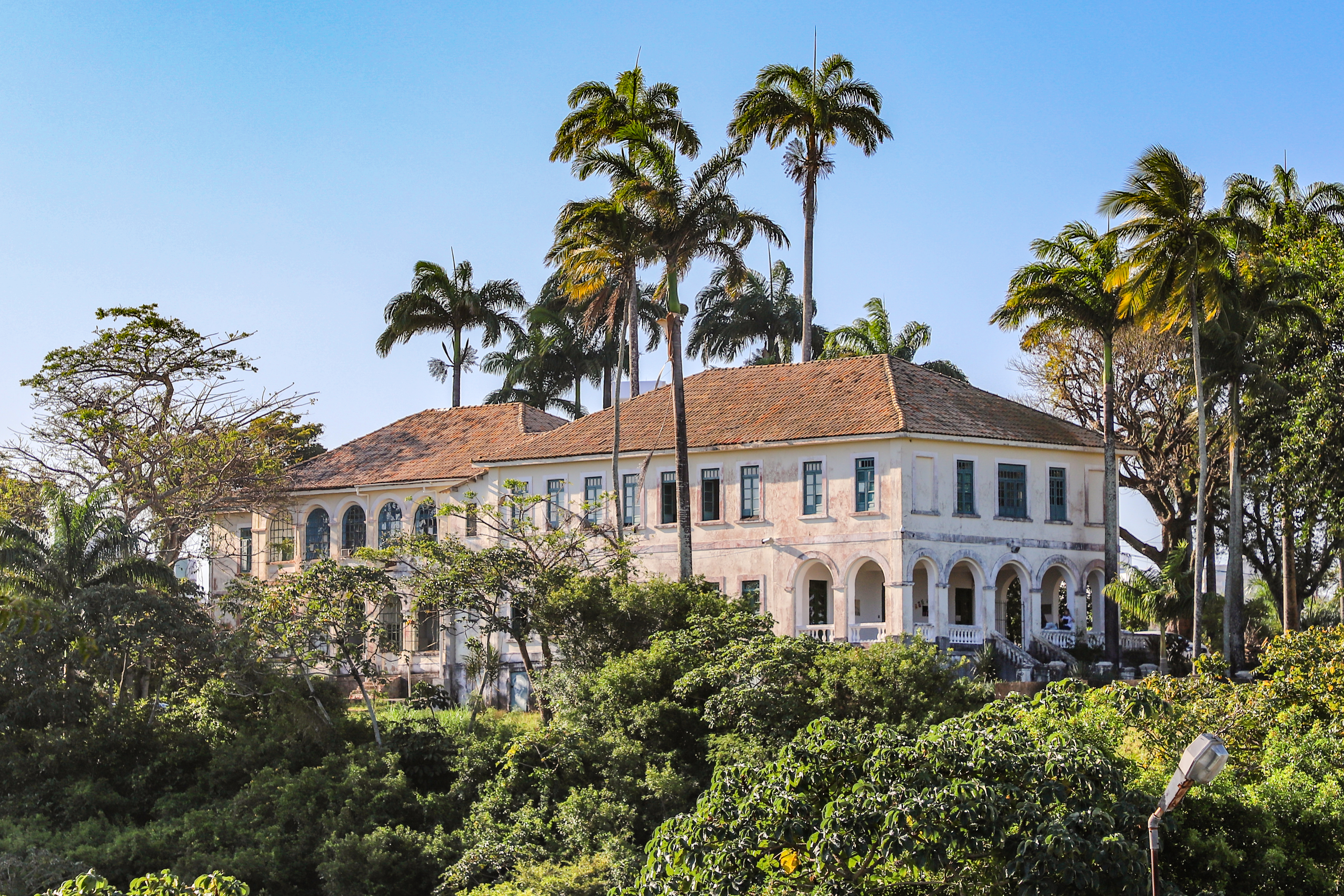
دانشگاه فدرال باهیا

دانشگاه فدرال باهیا UFBA یک دانشگاه عمومی است که در شهر سالوادور برزیل قرار دارد. این دانشگاه بزرگترین مرکز آموزشی ایالت باهیا است. این دانشگاه شهریه ندارد و در ۸ آوریل ۱۹۴۶ افتتاح شده است.
تعداد 	۲۷٬۵۴۹ دانشجو در این دانشگاه تحصیل می‌کنند.